# Ftalater

Allmän kemisk struktur för ftalater. (R och R' är allmänna platshållare)

Ftalater är kemiska föreningar som är salter eller estrar av ftalsyra.
Tereftalater och Isoftalater är salter eller estrar av ftalsyrans isomerer tereftalsyra respektive isoftalsyra.
Ftalater används som mjukgörare i polymerer (plaster) som till exempel polyvinylklorid (PVC). En tillämpning är att behandla plasttryck på kläder för att de ska bli mjuka och inte spricka.
Ftalater tros vara en källa till cancer och hormonstörningar vid djurförsök. Ftalater är inte klassade som cancerframkallande hos människor. Leksaker och barnartiklar får numera inte tillverkas med ftalater.

## Tabell över de vanligaste ftalaterna
| Namn                  | Förkortning | Formel                         | CAS Nr.    |
| --------------------- | ----------- | ------------------------------ | ---------- |
| Dimetylftalat         | DMP         | C6H4(COOCH3)2                  | 131-11-3   |
| Dietylftalat          | DEP         | C6H4(COOC2H5)2                 | 84-66-2    |
| Diallylftalat         | DAP         | C6H4(COOCH2CH=CH2)2            | 131-17-9   |
| Di-n-propylftalat     | DPP         | C6H4[COO(CH2)2CH3]2            | 131-16-8   |
| Di-n-butylftalat      | DBP         | C6H4[COO(CH2)3CH3]2            | 84-74-2    |
| Diisobutylftalat      | DIBP        | C6H4[COOCH2CH(CH3)2]2          | 84-69-5    |
| Butylcyklohexylftalat | BCP         | CH3(CH2)3OOCC6H4COOC6H11       | 84-64-0    |
| Di-n-pentylftalat     | DNPP        | C6H4[COO(CH2)4CH3]2            | 131-18-0   |
| Dicyklohexylftalat    | DCP         | C6H4[COOC6H11]2                | 84-61-7    |
| Butylbensylftalat     | BBP         | CH3(CH2)3OOCC6H4COOCH2C6H5     | 85-68-7    |
| Di-n-hexylftalat      | DNHP        | C6H4[COO(CH2)5CH3]2            | 84-75-3    |
| Diisohexylftalat      | DIHxP       | C6H4[COO(CH2)3CH(CH3)2]2       | 146-50-9   |
| Diisoheptylftalat     | DIHpP       | C6H4[COO(CH2)4CH(CH3)2]2       | 41451-28-9 |
| Butyldecylftalat      | BDP         | CH3(CH2)3OOCC6H4COO(CH2)9CH3   | 89-19-0    |
| Di(2-etylhexyl)ftalat | DEHP, DOP   | C6H4[COOCH2CH(C2H5)(CH2)3CH3]2 | 117-81-7   |
| Di(n-oktyl)ftalat     | DNOP        | C6H4[COO(CH2)7CH3]2            | 117-84-0   |
| Diisooktylftalat      | DIOP        | C6H4[COO(CH2)5CH(CH3)2]2       | 27554-26-3 |
| n-Oktyl-n-decylftalat | ODP         | CH3(CH2)7OOCC6H4COO(CH2)9CH3   | 119-07-3   |
| Diisononylftalat      | DINP        | C6H4[COO(CH2)6CH(CH3)2]2       | 28553-12-0 |
| Diisodecylftalat      | DIDP        | C6H4[COO(CH2)7CH(CH3)2]2       | 26761-40-0 |
| Diundecylftalat       | DUP         | C6H4[COO(CH2)10CH3]2           | 3648-20-2  |
| Diisoundecylftalat    | DIUP        | C6H4[COO(CH2)8CH(CH3)2]2       | 85507-79-5 |
| Ditridecylftalat      | DTDP        | C6H4[COO(CH2)12CH3]2           | 119-06-2   |
| Diisotridecylftalat   | DIUP        | C6H4[COO(CH2)10CH(CH3)2]2      | 68515-47-9 |
| Polyetylentereftalat  | PETE        | [C10H804]n                     | 25038-59-9 |